# Lebanon (Kentucky)
|  | Dieser Artikel wurde aufgrund von inhaltlichen Mängeln auf der Qualitätssicherungsseite des Projektes USA eingetragen. Hilf mit, die Qualität dieses Artikels auf ein akzeptables Niveau zu bringen, und beteilige dich an der Diskussion! Eine nähere Beschreibung der zu behebenden Mängel fehlt. |

Lebanon ist die Bezirkshauptstadt (County Seat) des Marion County, im US-Bundesstaat Kentucky. Das U.S. Census Bureau hat bei der Volkszählung 2020 eine Einwohnerzahl von 6274 ermittelt.

## Geographie
Der Ort liegt nahe dem geographischen Zentrum von Kentucky am Highway 68, etwa 90 km südöstlich von Louisville und 90 km südwestlich von Frankfort, der Hauptstadt von Kentucky. Das Stadtgebiet hat eine Fläche von 11,4 km² ohne nennenswerte Wasserfläche.

## Geschichte
Lebanon wurde am 25. Januar 1834 bei der Bildung des Marion Countys als Bezirkshauptstadt festgelegt. Die Umgebung der Stadt war während des Amerikanischen Bürgerkriegs 1861, 1862 und 1863 Schauplatz von drei Schlachten.

## Söhne und Töchter der Stadt
- Phil Simms (* 1954), ehemaliger American-Football-Spieler
- John Lancaster Spalding (1840–1916), römisch-katholischer Geistlicher und Bischof von Peoria
- Mark Spalding (* 1965), römisch-katholischer Geistlicher und Bischof von Nashville